# NGC 5625-1
NGC 5625-1 في الفهرس العام الجديد، هي مجرة، تقع في كوكبة العواء. اكتشفت في 28 أبريل 1827 بواسطة جون هيرشل.

## روابط خارجية
- NGC 5625-1 على موقع ويكي سكاي: DSS2, SDSS, GALEX, IRAS, Hydrogen α, X-Ray, Astrophoto, Sky Map, Articles and images